# Ben Turner
	Benjamin “Ben” Elliott Turner (født 28. maj 1999 i Doncaster) er en professionel cykelrytter fra England, der er på kontrakt hos Ineos Grenadiers. Udover landevejscykling dyrker han også cykelcross.